# Николај Мецовски
Свети новомученик Николај је хришћански светитељ. Родом је из Епира. За хришћанство је мучен од Турака и посечен у Трикали 1617. године. Глава овог мученика чува се и данас у једном од Метеорских манастира у Тесалији. У хришћанској традицији помињу се многа чудеса настала од ње. Такође се помиње да лечи најтеже болести, а нарочито да одгони скакавце са њива.
Српска православна црква слави га 16. маја по црквеном, а 29. маја по грегоријанском календару.